# Маленький беглец
«Ма́ленький бегле́ц» (яп. 小さい逃亡者 Тиисай то:бо:ся) — художественный фильм совместного советско-японского производства.

## Сюжет
Десятилетнего сироту Кэна Каваму из Токио воспитывает его дядя Нобуюки Нода, в прошлом — подающий большие надежды музыкант. Но сейчас Нобуюки играет в барах Токио и постепенно спивается. Кэн тоже хочет стать музыкантом — его отец был талантливым скрипачом. Но дядя таскает его на свои вечерние «халтуры» — в дуэте с ребёнком можно больше заработать, хотя это и незаконно. Однажды, будучи в подпитии, Нобуюки говорит мальчику, что его отец, которого тот считал умершим, жив и находится в Москве. Ровесница Кэна Митико Сакума, которая тоже подрабатывает по вечерам продажей цветов, советует ему найти какого-нибудь русского, который может помочь со сведениями о далекой Москве и, возможно, о судьбе отца. В городе гастролирует московский цирк. Пробравшийся в цирк без билета Кэн, убегая от служителей, попадает в раздевалку Юрия Никулина. Клоун не выдаёт мальчика, но думает, что тот попал к нему в надежде попасть на представление — понять друг друга им мешает языковый барьер. В подарок мальчику достается набор русских матрёшек — Кэн считает эти игрушки волшебными, способными выполнять желания. Задавшись целью отыскать отца, Кэн, с помощью водителя-дальнобойщика добирается до Киото, а затем, тайком пробирается на судно, на котором из Японии в СССР возвращается цирк, но сами артисты, оказывается, улетели самолётом.
На корабле Кэн найден, и в порту Находка его передают пограничникам, но, вопреки закону и здравому смыслу (практически «по волшебству» — выполнено загаданное мальчиком одной из семи матрёшек желание) Кэна не депортируют обратно, а разрешают продолжить путешествие в Москву. Начинается путь десятилетнего мальчика по большой чужой стране. Сначала он едет с провожатым Трофимычем, с которым позже в силу обстоятельств расстаётся. В его путешествии мальчику помогают охотники, сплавщики леса и другие советские люди. В конце концов его сажают в самолёт, который летит до самой Москвы.
Но самолёт садится не в Москве, а — из-за непогоды — в Ленинграде. Пассажирам устраивают экскурсию по городу, во время которой Кэн отбивается от группы и, убеждённый в том, что находится в Москве, отправляется искать отца. В это самое время в Ленинграде гастролирует и Никулин. Кэн, увидев афишу, попадает в цирк, где клоун представляет его публике. Кэн, выйдя на арену, рассказывает людям, кто он, откуда и с какой целью приехал. Зрители смеются, считая «японского мальчика» частью шуточной репризы. К счастью, среди зрителей оказывается японец, знающий русский язык. Впоследствии он вместе с Кэном и Никулиным едет на поезде в Москву. В японском посольстве они узнают печальную новость — отец Кэна уже пять лет как умер.
Кэн остаётся в Москве, продолжает учиться играть на скрипке и заканчивает консерваторию, после чего с оркестром под руководством Рудольфа Баршая приезжает на родину, где встречается с подругой детства Митико и её мамой. Дядя Кэна, работающий поваром в детском приюте, видит по телевизору его выступление в качестве солиста с совместным советско-японским оркестром. Но никому не признаётся в этом — вместе с гордостью за ставшего знаменитым племянника служителя приюта (несостоявшегося музыканта) мучает чувство стыда.

## В ролях
- Тихару Инаёси — Кэн Кавама
- Макико Исимару — Митико Сакума
- Юрий Никулин — камео
- Матико Кё — директор приюта
- Дзюкити Уно — Нобуюки Нода, дядя Кэна
- Иван Рыжов — старшина Трофимыч
- Инна Макарова — Клава, жена Трофимыча
- Кэн Уцуи — учитель Табата
- Станислав Чекан — сплавщик
- Эйдзи Фунакоси — японец в Ленинграде и Москве
- Любовь Соколова — лейтенант милиции
- Митиё Оокусу — Митико Сакума в юношестве
- Николай Граббе — прораб
- Хироюки Ота — Кэн Кавама в юношестве
- Виктор Чекмарёв — командировочный
- Дзюн Фудзимаки — Хиро Кимура